# Goliath (Six Flags Over Georgia)
Goliath is een stalen megacoaster in Six Flags Over Georgia.

## Algemene Informatie
De achtbaan is gebouwd in 2005 en is geopend op 1 april 2006. Goliath gaat 61 meter hoog, heeft een topsnelheid van 110 km/h en is 1,370 meter lang. De capaciteit bedraagt 1200 personen per uur.